# 退伍軍人節 (瑞典)
退伍軍人節（瑞典語：Veterandagen）是瑞典每年5月29日在斯德哥爾摩海洋博物館舉行的紀念活動，以紀念正在或曾經在國際軍事行動中為瑞典國防軍服役的人員，以及在服役期間犧牲的人員。這一天恰逢聯合國維持和平人員國際日。瑞典王室成員會出席該儀式。